# 琴聞駅
琴聞駅 （クンムンえき）は、大韓民国慶尚南道泗川市にかつて存在した大韓民国鉄道庁の駅である。

## 歴史
- 1965年12月7日 - 開業[1]。
- 1974年12月5日 - 廃駅[2]。

## 隣の駅
晋三線
船津駅 - 琴聞駅 - 魯龍駅